# Apostadero Naval Malvinas
El Apostadero Naval Malvinas (ADMV) fue la base fundamental del componente naval de Argentina en las islas Malvinas, durante el conflicto del Atlántico Sur de 1982.

## Historia
El Apostadero Naval Malvinas fue un asentamiento naval de la Armada Argentina creado el 2 de abril de 1982 por el comandante de la Flota de Mar de la Argentina; habiendo estado ubicado en la localidad de Puerto Argentino, en la Gobernación militar de las islas Malvinas, Georgias del Sur y Sandwich del Sur (hoy Provincia de Tierra del Fuego, Antártida e Islas del Atlántico Sur), el principal puerto y centro poblacional de las islas Malvinas.

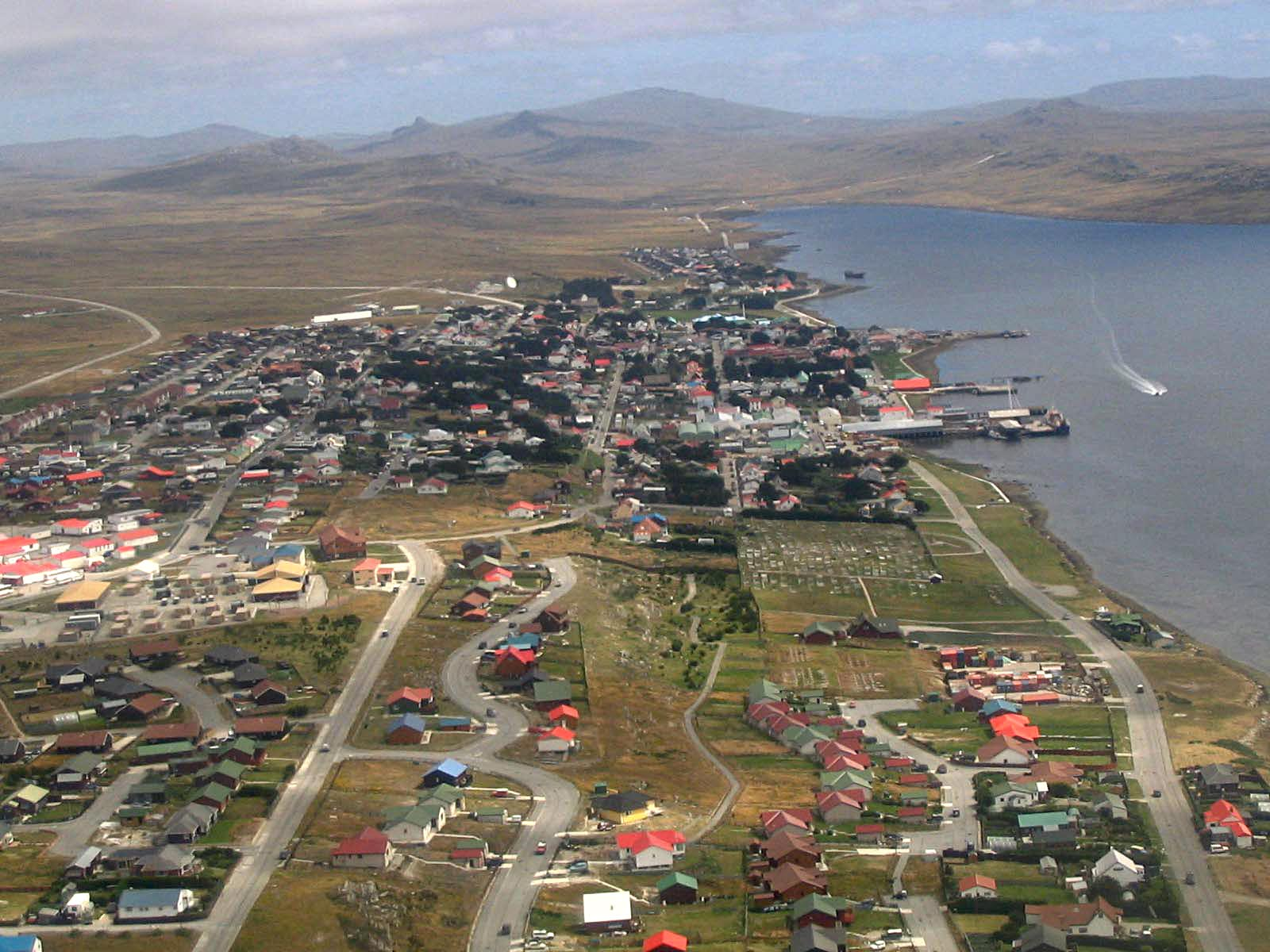
Vista de 2005 de Puerto Argentino/Stanley en la que se observa el puerto que fue sede del Apostadero Naval Malvinas.

Su misión inicial fue la de brindar apoyo logístico a las unidades navales que operaban en el puerto de la capital de las islas, pero con el avance de la guerra de las Malvinas su campo de actividades se extendió a numerosas misiones de todo tipo.
Gran parte de la unidad se estableció en las edificaciones cercanas al muelle este de Puerto Argentino, aunque también se comisionó a parte del personal a otros lugares de la capital y del resto del archipiélago.
Las actividades de sus hombres marcaron hitos en la historia de la fuerza naval, como la primera acción bélica de fondeo de minas navales activadas en la historia de la Armada Argentina o la colaboración en el primer lanzamiento de misiles Exocet MM-38 en acciones de combate de dicha institución.
Asimismo, parte de sus hombres conformaron una sección de marinería que defendió la península Camber y rechazó un intento de desembarco británico,  mientras que otros integrantes protagonizaron algunos combates aeronavales en los buques a los que fueron destinados temporalmente.
Su primer y único jefe fue el capitán de fragata Adolfo A. Gaffoglio, pues la unidad se disolvió de hecho con el fin del conflicto de 1982.

## Medios asignados
Los buques cuyo apostadero estuvo en esta base fueron:
- ARA Bahía Buen Suceso, buque perteneciente al Servicio de Transportes Navales de la Armada Argentina.
- ARA Isla de los Estados, buque perteneciente al Servicio de Transportes Navales de la Armada Argentina.
- ELMA Formosa, buque de transporte de la Empresa Líneas Marítimas Argentinas (ELMA).
- ELMA Río Carcarañá, buque de transporte de la compañía ELMA.
- Yehuín, buque perteneciente a la compañía Geomater, que operaba como sostén logístico de la plataforma petrolera General Mosconi.
- Forrest, buque requisado a la gobernación colonial británica de las Malvinas, operaba para la Falkland Islands Company.
- Monsunen, buque requisado a la Falkland Islands Company.
- Penélope, buque requisado a la Falkland Islands Company.
- PNA Islas Malvinas, lancha patrullera de la Prefectura Naval Argentina.
- PNA Río Iguazú, lancha patrullera de la Prefectura Naval Argentina.

Existió también la denominada Dotación de Lanchas, que agrupaba al remolcador Lively, dos lanchas de desembarco tipo EDPV y una chata de combustible sin propulsión propia.